# Crataegus knieskerniana
Crataegus knieskerniana är en rosväxtart som beskrevs av Charles Sprague Sargent. Crataegus knieskerniana ingår i Hagtornssläktet som ingår i familjen rosväxter. Inga underarter finns listade i Catalogue of Life.